# Черномен
Черномен, данас Орменио (грч. Ορμένιο, буг. Черномен) је најсеверније место у Грчкој. Налази се у префектури Еврос периферије Источне Македоније и Тракије. Черномен се налази западно-северозападно од Орестијада, око 200 км северно од Александруполиса, око 40 км западно од Једрена (Турска) и јужно-југоисточно од Свиленграда (Бугарска). Током Отоманског периода, Черномен се звао Çirmen на турском.

## Становништво
| 1991. | 2001. | 2011. |
| ----- | ----- | ----- |
| 967   | 807   | 557   |

## Занимљивости
- Маричка битка се у српској историји назива и „Бој код Черномена“, пошто се главни део битке одиграо на овом месту.